# Куюргази
Куюрга́зи (рос. Куюргазы, башк. Көйөргәҙе) — присілок у складі Куюргазинського району Башкортостану, Росія. Входить до складу Якшимбетовської сільської ради.
Населення — 189 осіб (2010; 198 в 2002).
Національний склад:
- башкири — 99%